# Campos de internamiento en Francia

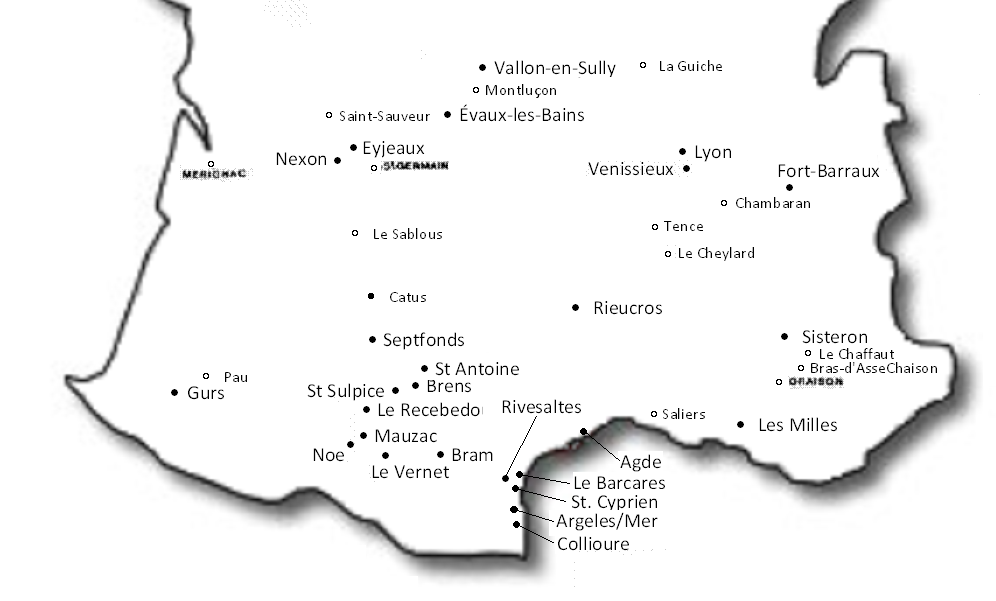
Campos de concentración en el sur de Francia al término de la guerra civil española en 1939.

Los campos de internamiento en Francia fueron campos de concentración establecidos por las autoridades francesas, para encerrar a cerca de 550 000 españoles que huyeron de la represión franquista hacia Francia tras la guerra civil española. La mayoría se construyeron a toda prisa cerca de la frontera, en forma de barracones o de zonas vigiladas bajo la intemperie, y no disponían de agua potable ni de las mínimas condiciones higiénicas. A los prisioneros apenas se les daba comida, y nunca se les ofreció agua potable ni ropa de abrigo o para refugiarse del viento. Muchos murieron de desnutrición, enfermedades diversas, durante torturas o asesinados.

## Establecimiento

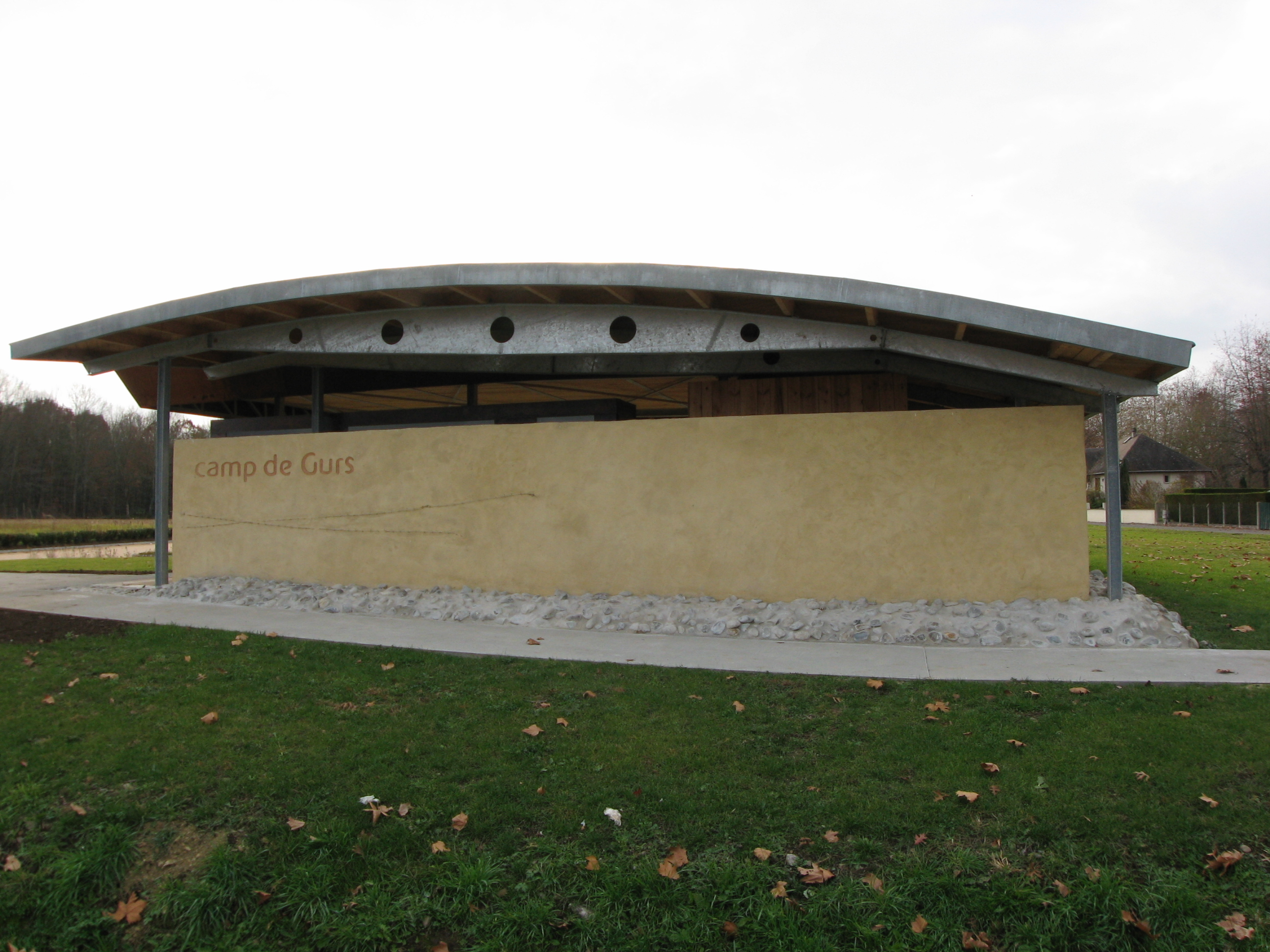
Memorial en recuerdo de los internados en el Campo de Gurs.

La suerte desfavorable para las armas republicanas supuso un grave problema para las autoridades francesas durante la guerra civil española. Aunque la izquierda francesa veía el asunto de los refugiados españoles con simpatía, los conservadores se mostraban temerosos y contrarios a la entrada en el país de dichos refugiados.  
El Decreto Ley del 12 de noviembre de 1938 del gobierno francés presidido por Daladier, que preveía el internamiento de "extranjeros indeseables", ampliado por la ley del 18 de noviembre de 1939 que permitía el internamiento "de cualquier individuo, francés o extranjero, considerado peligroso para la defensa nacional o la seguridad pública"  y proponía la expulsión de todos ellos. Con la caída de Cataluña en manos franquistas, hasta medio millón de personas se dirige a la frontera en busca de refugio. El primer "centro especial" para acoger a estos refugiados fue instalado por decreto el 21 de enero de 1939 en Rieucros (Lozère), cerca de Mende.
El 5 de febrero de 1939, Daladier permite el paso de la masa de refugiados por la frontera que hasta entonces permanecía oficialmente cerrada, separándose a los hombres (identificados como combatientes) de las mujeres. Las mujeres, ancianos y niños fueron reubicados por distintas zonas del país y pronto comenzó la puesta en funcionamiento de una serie de campos de concentración, ubicados a los pies de los Pirineos y, especialmente, en las playas mediterráneas más próximas a la frontera, en los que serían recluidos unos 270.000 hombres, la mayor parte de ellos excombatientes del ejército republicano.

Muy poco después, estos "estacionamientos temporales" se convirtieron en "reclusión administrativa" y en pocos meses se creaban diversos campos de internamiento.
El gobierno francés tenía la preocupación de que, si se desencadenaba una guerra con Alemania, España mantuviera una actitud neutral y no amenazara las posesiones francesas en el norte de África. El 25 de febrero, con el fin de obtener la neutralidad española, se firmó el Acuerdo Bérard-Jordana por el que Francia reconocía al gobierno franquista e intercambiaba embajadores. En ese momento, el número de refugiados españoles en Francia se estima en 440.000, que suponían un gasto diario para las arcas francesas de 750.000 francos.   Los campos de internamiento consistían en un terreno de arena cercado por alambradas de púas en el que ni siquiera existía un techo bajo el que cobijarse y rodeado de soldados senegaleses armados de ametralladoras y fusiles. Los refugiados dormían en el suelo.

## Principales campos de internamiento

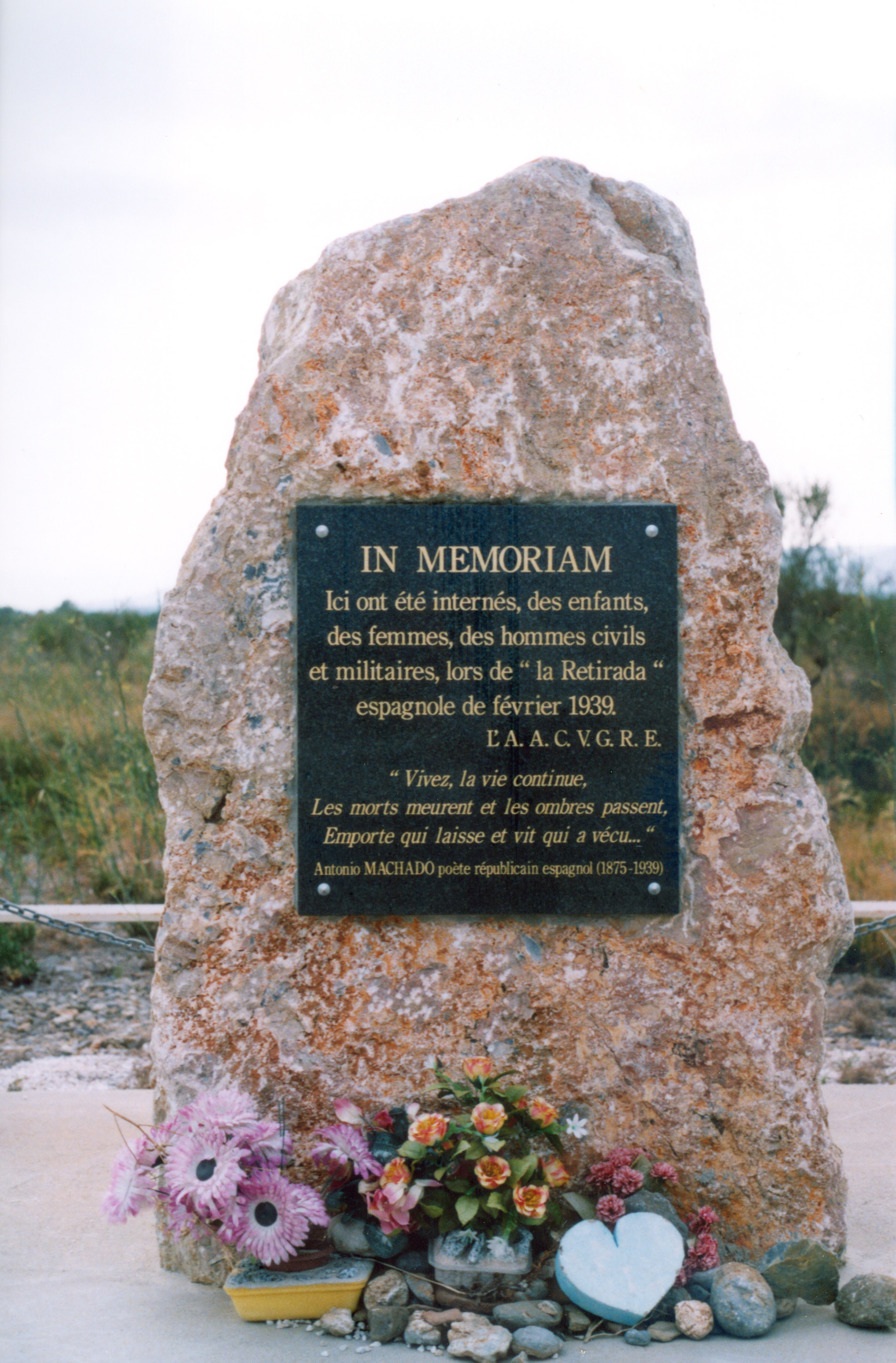
Placa homenaje a los republicanos españoles internados en el Campo de Rivesaltes.

### Campo de Gurs
El campo de internamiento más importante fue el de Gurs, construido junto a la ciudad del mismo nombre, en la región de Aquitania del departamento de los Pirineos Atlánticos, 84 kilómetros al este de la costa atlántica y 34 kilómetros al norte de la frontera española.

### Campo de Argelès-sur-Mer
El Campo de Argelès-sur-Mer albergó a unos 100.000 refugiados. Estaba ubicado en una playa de la pequeña localidad de Argelès-sur-Mer, en el departamento de Pirineos Orientales, a 35 km de la frontera de Portbou.

### Campos de Saint-Cyprien y Barcarès
Ante la avalancha de refugiados en el Campo de Argelès, se construyeron dos muy próximos: los de Saint-Cyprien y Le Barcarès, también en el departamento de Pirineos Orientales.

### Campo de Septfonds
En la localidad de Septfonds, en el departamento de Tarn y Garona (Mediodía-Pirineos) se instaló un campo de internamiento, en cuyo cementerio reposan los restos de 81 españoles fallecidos allí.

### Campo de Rivesaltes
El Campo de Rivesaltes fue instalado en terrenos de Rivesaltes y Salses-le-Château como centro de instrucción militar, y albergó desde 1939 a unos 15.000 españoles.

### Campo de Vernet d'Ariège
Entre las comunas de Le Vernet y Saverdun se ubicó el Campo de internamiento de Vernet d'Ariège, donde estuvieron recluidos 15.000 refugiados y combatientes españoles. También fue utilizadado por los nazis como antecampo para los judíos destinados a campos de exterminio.